# Vasil Dobrev (cầu thủ bóng đá)
Vasil Dobrev (tiếng Bulgaria: Васил Добрев; sinh 5 tháng 1 năm 1998) là một cầu thủ bóng đá Bulgaria thi đấu ở vị trí hậu vệ cho Septemvri Sofia.

## Sự nghiệp

### Septemvri Sofia
Dobrev ra mắt cho đội bóng ngày 16 tháng 10 năm 2016 trong trận đấu trước Vitosha Bistritsa. Anh ra mắt ở First League ngày 27 tháng 8 năm 2017 trong chiến thắng 4-1 trước Cherno More.

## Sự nghiệp quốc tế

### Cấp độ trẻ
Dobrev được triệu tập vào U-19 Bulgaria Vòng loại Giải bóng đá U-19 vô địch châu Âu 2017 từ 22 đến 27 tháng 3 năm 2017. Thi đấu cả ba trận, Bulgaria giành quyền tham gia vòng loại trực tiếp.

## Thống kê sự nghiệp

### Câu lạc bộ
Tính đến 13 tháng 12 năm 2017
| Thành tích câu lạc bộ | Thành tích câu lạc bộ | Thành tích câu lạc bộ | Giải vô địch | Giải vô địch | Cúp                  | Cúp                  | Châu lục | Châu lục  | Khác | Khác      | Tổng | Tổng      | Tổng |
| Câu lạc bộ            | Giải vô địch          | Mùa giải              | Trận         | Bàn thắng    | Trận                 | Bàn thắng            | Trận     | Bàn thắng | Trận | Bàn thắng | Trận | Bàn thắng |      |
| Bulgaria              | Bulgaria              | Bulgaria              | Giải vô địch | Giải vô địch | Cúp bóng đá Bulgaria | Cúp bóng đá Bulgaria | Châu Âu  | Châu Âu   | Khác | Khác      | Tổng | Tổng      |      |
| --------------------- | --------------------- | --------------------- | ------------ | ------------ | -------------------- | -------------------- | -------- | --------- | ---- | --------- | ---- | --------- | ---- |
| Septemvri Sofia       | V Group               | 2015–16               | 16           | 0            | 0                    | 0                    | –        | –         | –    | –         | 16   | 0         |      |
| Pirin Razlog (mượn)   | B Group               | 2015–16               | 8            | 0            | 0                    | 0                    | –        | –         | –    | –         | 8    | 0         |      |
| Septemvri Sofia       | Second League         | 2016–17               | 9            | 0            | 1                    | 0                    | –        | –         | 0    | 0         | 10   | 0         |      |
| Septemvri Sofia       | First League          | 2017–18               | 13           | 0            | 0                    | 0                    | –        | –         | 0    | 0         | 13   | 0         |      |
| Septemvri Sofia       | Tổng                  | Tổng                  | 38           | 0            | 1                    | 0                    | 0        | 0         | 0    | 0         | 39   | 0         |      |
| Thống kê sự nghiệp    | Thống kê sự nghiệp    | Thống kê sự nghiệp    | 46           | 0            | 1                    | 0                    | 0        | 0         | 0    | 0         | 47   | 0         |      |